# Dissay-sous-Courcillon
Dissay-sous-Courcillon település Franciaországban, Sarthe megyében. Lakosainak száma 942 fő (2022. január 1.). Dissay-sous-Courcillon Épeigné-sur-Dême, Saint-Christophe-sur-le-Nais, Villebourg, Beaumont-sur-Dême, Marçon, Nogent-sur-Loir, Saint-Pierre-de-Chevillé és Montval-sur-Loir községekkel határos.

## Népesség
A település népességének változása:
| Lakosok száma | 960  | 951  | 967  | 932  | 923  | 922  | 920  | 918  | 942  |
|               | 2013 | 2015 | 2016 | 2017 | 2018 | 2019 | 2020 | 2021 | 2022 |